# Alfred Dehodencq
Alfred Dehodencq (Parigi, 23 aprile 1822 – Parigi, 2 gennaio 1882) è stato un pittore francese orientalista, noto per le sue opere che ritraggono scene dell'Andalusia e del Nord Africa.

## Biografia
Edme Alexis Alfred Dehodencq era figlio di Pierre-Alexis Dehodencq e di Aimée-Félicité Dutocq. Nel 1857 sposò Maria-Amalda Calderon y Sarmiento, una ragazza spagnola di Cadice. Suo figlio Edmond, nato a Cadice nel 1860 e morto a Parigi nel 1887, fu soprannominato il Mozart della pittura: allievo di suo padre, espose infatti per la prima volta a soli 11 anni.
Alfred Dehodencq entrò nell'École des beaux-arts di Parigi nell'atelier di Léon Cogniet. Terminata la sua preparazione partì per il Marocco, dove visse per nove anni, dopo un breve soggiorno in Spagna. Dipinse scene della tradizione ebrea e vedute delle città.
Da opere come La Justice du Pacha (che oggi si trova al Museo Salies a Bagnères-de-Bigorre) si comprende quanto Dehodencq sia stato affascinato dal Marocco, dai suoi colori, dalla sua luminosità e dagli usi e costumi dei suoi abitanti. Disse di aver "creduto di perdere la testa" nello scoprire un Paese del quale si stava innamorando con passione. Nei mesi estivi del 1853 Dehodencq visitò Tangeri, Tétouan, Larache, Mogador, Rabat e Salé. Nel 1854, visse a casa del Console di Francia a Tangeri, quindi, dal 1855 fino al 1863, anno del suo rientro definitivo in patria, si trasferì in Spagna a Cadice, pur facendo diversi viaggi e soggiorni a Tangeri.
Fra i quadri più noti di questo periodo c'è l'Exécution d'une juive au Maroc del 1860, il cui soggetto fu suggerito a Dehodencq dalla vita e la morte di Sol Hachuel. Purtroppo quest'opera, assieme all'atelier del suo autore, fu distrutta dalla furia di una folla inferocita.
Tornato a Parigi con sua moglie Maria Amalda, prese a dipingere soggetti più popolari e scene di genere ed ebbe come allievo Georges-Antoine Rochegrosse. Nel 1870 Dehodencq fu decorato con la Légion d'honneur. Negli ultimi anni si dedicò in prevalenza ai ritratti.
Dehodencq morì a Parigi a 60 anni, nel 1882 e fu sepolto nel cimitero di Montmartre con sua moglie e il figlio Edmond. La stele della tomba porta in cima un suo busto eseguito dal figlio. Théodore de Banville, amico di famiglia, fece un commovente discorso durante i funerali, e recitò una poesia che oggi è incisa sulla stele e funge da epitaffio del pittore.
 
Una strada del 16º arrondissement di Parigi porta il suo nome.
Dehodencq ebbe una grande influenza su Auguste Renoir, in particolare per i ritratti di bambini e per le scene domestiche.
Disegnatore di notevole abilità, i suoi disegni sono conservati tra gli altri nel Museo Dahesh di New York, nel Museo di belle arti di San Francisco, nel Museo nazionale di belle arti di Algeri e nel Museo del Louvre.

## Opere
(in collezioni pubbliche)
In Algeria
- Algeri, Museo nazionale di belle arti di Algeri:
  - Noces Juives

In Spagna
- Madrid, Museo Thyssen-Bornemisza:
  - Una cofradía pasando por la calle Génova, Sevilla
  - Un baile de gitanos en los jardines del Alcázar, delante del pabellón de Carlos V, 1851

Negli Stati Uniti d'America
- Baltimore Museum of Art : Petite bohémienne
- National Gallery of Art di Washington : Scène à Paris Café

In Francia
- Museo Salies di Bagnères-de-Bigorre : La justice du Pacha, 1866
- Museo di belle arti di Bordeaux : Le Prince Piscicelli, 1850
- Museo Magnin a Digione, : Jésus ressuscite la fille de Jaïre[6]
- Palazzo delle belle arti di Lilla : Mariée juive
- Museo di belle arti di Lione : La Descente des ouvriers
- Musée d'Orsay, Parigi:
  - Les Adieux de Boabdil à Grenade, 1869
  - Danse des Noirs à Tanger, 1874
  - Bohémiens en marche
- Museo di belle arti di Pau : Course de taureaux à Madrid, 1850[7]
- Museo Sainte-Croix di Poitiers : Fête juive à Tanger, 1870[8]
- Museo di belle arti di Reims : Mariée juive au Maroc, 1867

## Galleria d'immagini

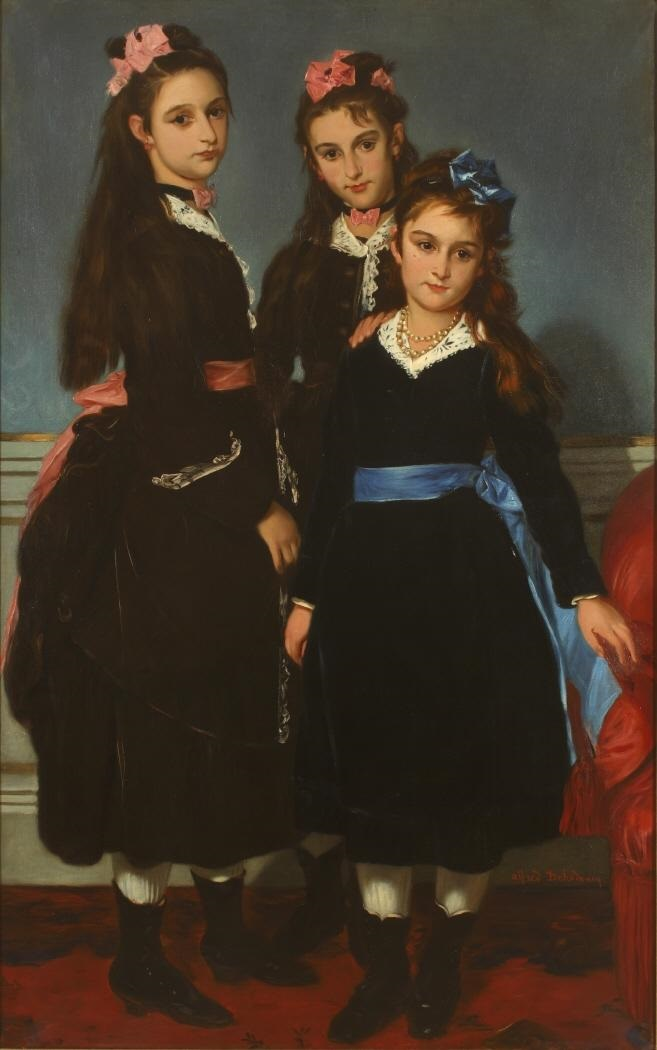
Le figlie del duca di Montpensier
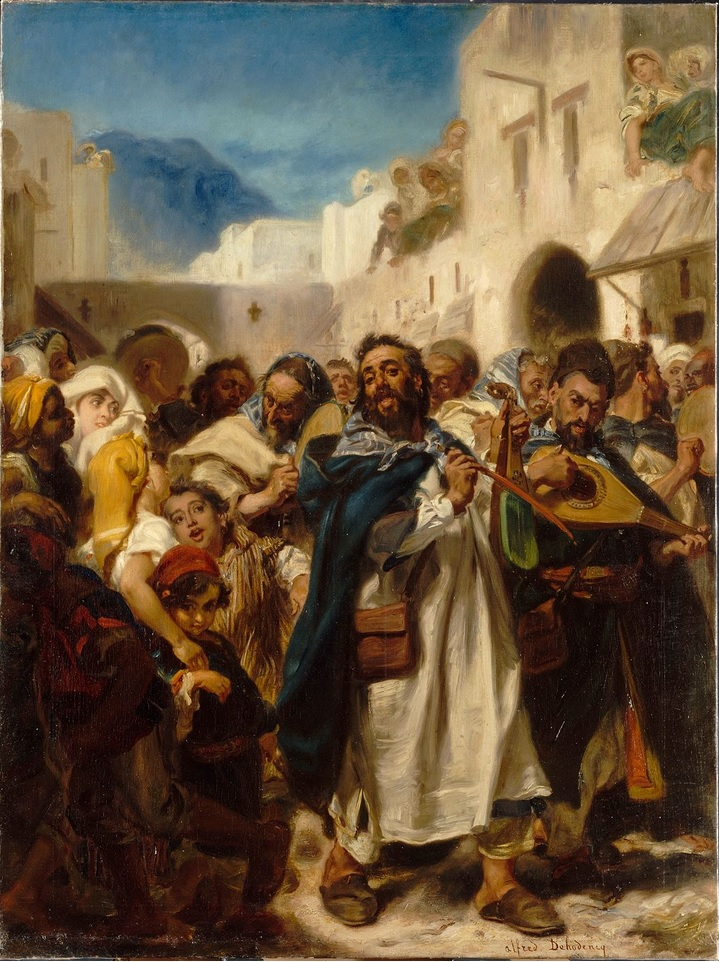
Festa ebrea a Tetuan
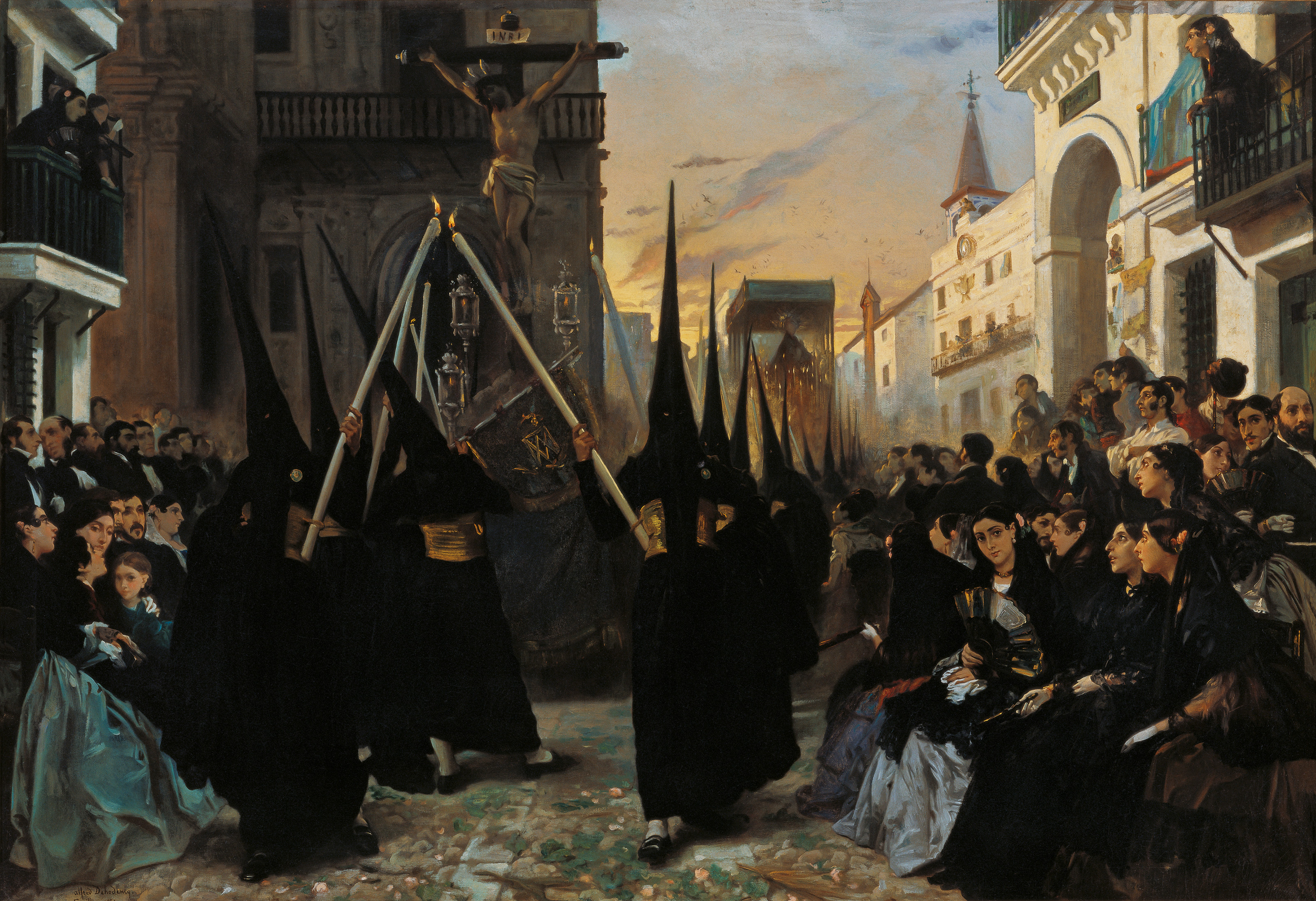
Processione di una confraternita lungo Calle Genova, a Siviglia, 1851
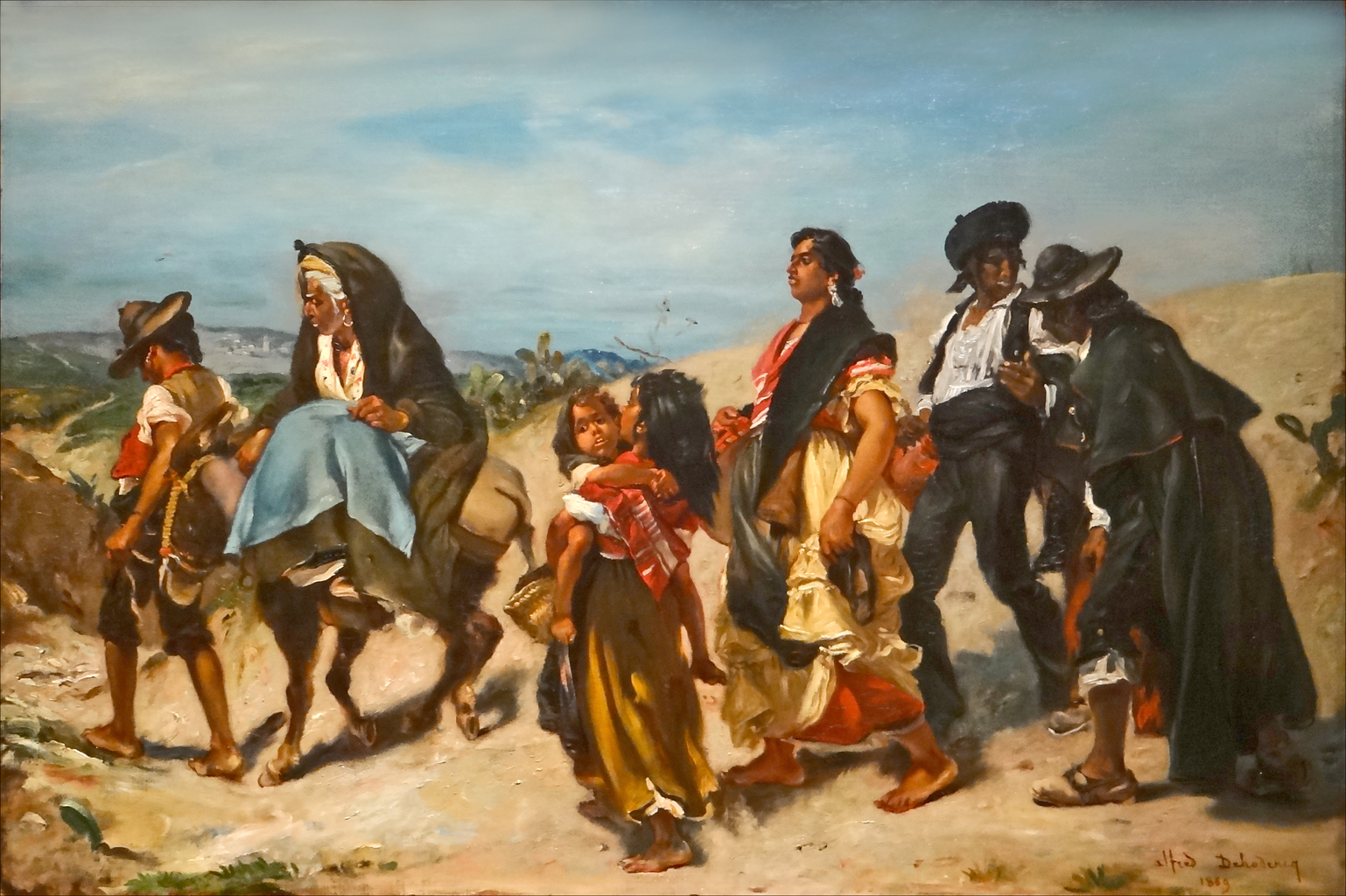
"Bohémiens" in marcia (1860)
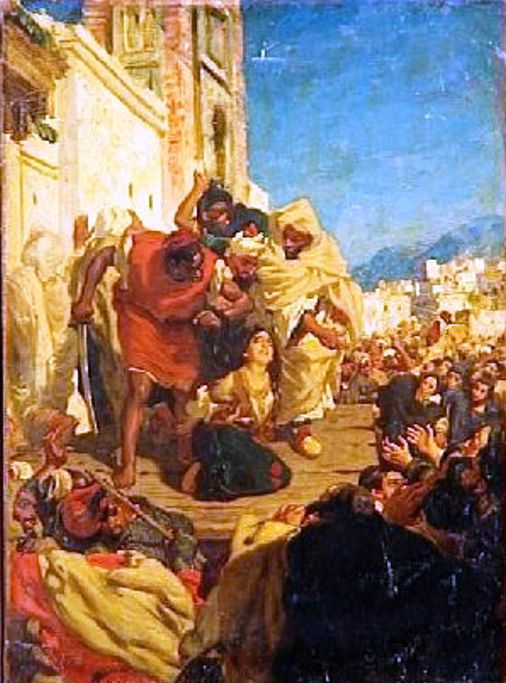
Esecuzione di un marocchino ebreo
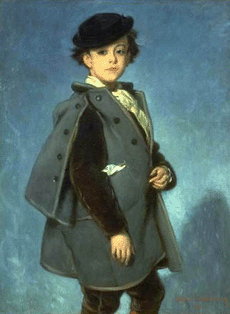
Ritratto di Edmond

## Allievi
- Edmond Dehodencq, suo figlio
- Georges-Antoine Rochegrosse (1859-1938)